# 沃迪错
沃迪错是位于中国云南省西北香格里拉市的一个小型高山深水湖泊，海拔约为3842米，面积约为0.17平方千米，平均水深8.2米，最大水深20.7米。流域面积约为36.04平方千米。主要由降水补给水源，同时也接纳来自冰雪融水。